# ZSKA Sofia
PFK (professioneller Fußballklub) ZSKA Sofia (Zentraler Sportklub der Armee Sofia, (bulgarisch ПФК ЦСКА София), englische Transkription: CSKA Sofia) ist der erfolgreichste Fußballverein in Bulgarien. 2015 entzog der bulgarische Fußballverband dem Rekordmeister die Lizenz und stufte ZSKA in die drittklassige W Grupa zurück. Durch den Erwerb der Lizenzen von Litex Lowetsch spielt der Verein seit der Saison 2016/17 wieder in der A Grupa. Fans des Vereins gründeten als Alternative den Verein ZSKA 1948 Sofia, der ebenfalls in der 1. bulgarischen Liga spielt.

## Geschichte

### Vorläufervereine und Zeit vor der offiziellen Gründung
Am 28. Oktober 1923 vereinigte sich der Fußballklub „Atletik“, der im Jahr 1910 gegründet worden war und bis 1919 den Namen „Futbol Klub“ getragen hatte, mit dem 1916 als Offiziersklub gegründeten Verein „Slawa“ zum neuen Offiziersverein „Atletik-Slawa-1923“ (kurz „AS-23“). Die Mannschaft wurde vom Verteidigungsministerium gefördert, das auch die Sportausrüstung zur Verfügung stellte. Im Jahre 1931 gewann „AS-23“ die bulgarische Meisterschaft und 1941 den nationalen Pokal. Das Stadion von „AS-23“ wurde 1938 fertig gebaut und stellt das Fundament des heutigen neueren Stadions Balgarska Armija.
Im Jahre 1944 schlossen sich drei kleinere Sofioter Fußballklubs „Schipka“, „Pobeda“ und „Zar Boris III“ dem „AS-23“ an. Unter dem Druck der neuen linksorientierten bulgarischen Nachkriegsregierung in Bulgarien musste der „AS-23“ seinen Namen anfangs in „Tschawdar“ und später in „ZDA“ (Zentrales Armeehaus) ändern.

### Gründungsphase
| ZSKA Sofia in der A Grupa |       |        |
| Saison                    | Platz | Punkte |
| 1948                      | 1/8   | Finale |
| 1948/49                   | 2/10  | 24     |
| 1950                      | 4/10  | 22     |
| 1951                      | 1/12  | 37     |
| 1952                      | 1/12  | 33     |
| 1953                      | 2/15  | 42     |
| 1954                      | 1/14  | 45     |
| 1955                      | 1/14  | 37     |
| 1956                      | 1/12  | 31     |
| 1957                      | 1/12  | 34     |
| 1958                      | 1/12  | 18     |
| 1958/59                   | 1/12  | 32     |
| 1959/60                   | 1/12  | 32     |

Die wahre Geburtsstunde des Vereins fand am 5. Mai 1948 statt, als Fußballer der Vereine „Septemwri“ und „Tschawdar“ den „FD Septemwrisko“ Sofia gründeten. Nur wenige Monate später, am 9. September 1948, konnte diese neue Mannschaft, nach einem 1:2 im Hinspiel, mit 3:1 gegen den amtierenden Meister Lewski Sofia die bulgarische Meisterschaft gewinnen.
Im direkten Anschluss wurde der Verein umbenannt in „ZDNV Sofia“, was sich in den Folgejahren 1949 in „NV Sofia“, 1950 in „NA Sofia“ und 1951 in „ZDNA Sofia“ wiederholte. Im ersten Jahr als „ZDNA Sofia“ spielte die Mannschaft eine herausragende Saison, gewann 18 von 21 Spielen und errang sowohl die zweite Meisterschaft als auch den Sowjetarmee-Pokal. Darüber hinaus konnte sich der Verein mehrfach auf internationalen Schauplätzen präsentieren.

### Ära der 1950er-Jahre
Es begann eine äußerst erfolgreiche Ära, in der ZDNA Sofia bis zum Jahr 1962 neun weitere bulgarische Meisterschaften und dreimalig den Sowjetarmee-Pokal gewinnen konnte. In diese Zeit fiel 1953 eine kurzfristige Umbenennung in „Sofijski Garnison“ hinein, die aber noch im gleichen Jahr rückgängig gemacht wurde. Im Jahr 1954 wurde eine Fußballschule errichtet, die dem Vorbild großer europäischer Vereine folgte. Diese höheren Ziele wurden dann 1956 unterstrichen, als man als erster bulgarischer Verein überhaupt in dem Europapokal der Landesmeister teilnahm. Dort beeindruckte der Verein bei seinem Debüt durch ein deutliches 8:1 über den rumänischen Vertreter Dinamo Bukarest. Als im Jahr 1958 die Professionalisierung der bulgarischen Liga fortschritt und als aufgrund der internationalen Konkurrenzfähigkeit auf einen Spielzeit-Modus zwischen Herbst und Frühling des Folgejahres wechselte, folgte der Verein mit einer deutlichen Kaderaufstockung. Diese Spieler waren vornehmlich Soldaten, die direkt der eigenen Armeeschule entsprangen. Darüber hinaus folgte ein Generationenwechsel, da viele in die Jahre gekommene Schlüsselspieler aus der erfolgreichen Mannschaft der 50er-Jahre dem kräfteraubenden Stil Tribut zollen mussten.

### Neuaufbau in den 1960er-Jahren
| ZSKA Sofia in der A Grupa |       |        |
| Saison                    | Platz | Punkte |
| 1960/61                   | 1/14  | 40     |
| 1961/62                   | 1/14  | 41     |
| 1962/63                   | 3/16  | 37     |
| 1963/64                   | 11/16 | 27     |
| 1964/65                   | 4/16  | 34     |
| 1965/66                   | 1/16  | 42     |
| 1966/67                   | 5/16  | 34     |
| 1967/68                   | 2/16  | 42     |
| 1968/69                   | 1/16  | 47     |
| 1969/70                   | 2/16  | 47     |

Nach einigen weniger erfolgreichen Jahren und einer Fusion im Jahr 1964 mit dem Verein „DSO Tscherweno zname Sofia“ zu „ZSKA Tscherweno zname Sofia“ konnte der so neu bezeichnete Verein nach dem Sowjetarmee-Pokal 1965 die nächste Meisterschaft in der Saison 1965/66 verbuchen. In der darauffolgenden Saison erreichte der Verein im Europapokal der Landesmeister das Halbfinale, wo man Inter Mailand knapp in einem dritten Entscheidungsspiel in Bologna unterlag. Im Jahr 1968 fusionierte der Verein erneut, nun mit „FD Septemwri ZDW Sofia“ zu „ZSKA Septemwrijsko zname Sofija“. Wieder gewann man in der darauffolgenden Saison 1968/69 den Sowjetarmee-Pokal und die vierzehnte bulgarische Meisterschaft.

### Ära der frühen 1970er-Jahre
| ZSKA Sofia in der A Grupa |       |        |
| Saison                    | Platz | Punkte |
| 1970/71                   | 1/16  | 48     |
| 1971/72                   | 1/18  | 58     |
| 1972/73                   | 1/18  | 51     |
| 1973/74                   | 2/18  | 46     |
| 1974/75                   | 1/16  | 39     |
| 1975/76                   | 1/16  | 43     |
| 1976/77                   | 2/16  | 39     |
| 1977/78                   | 2/16  | 41     |
| 1978/79                   | 2/16  | 40     |
| 1979/80                   | 1/16  | 46     |

Zwischen den Spielzeiten 1970/71 und 1975/76 gewann der Verein fünf bulgarische Meisterschaften (und drei Pokale der Sowjetarmee). Unter anderem stellte der Verein 1972 den heute noch gültigen Torrekord in einer bulgarischen Meisterschaft auf. Darüber hinaus schlug man in der Saison 1973/74 den amtierenden Sieger des europäischen Landesmeisterpokals Ajax Amsterdam.
Nach dem Gewinn der letzten Meisterschaft 1976 wurde erneut ein deutlicher Umbruch mit jüngeren Spielern durchgeführt und in den verbleibenden 70er-Jahren konnte kein weiterer Titel gewonnen werden.

### Neuanfang in den 1980er-Jahren
| ZSKA Sofia in der A Grupa |       |        |
| Saison                    | Platz | Punkte |
| 1980/81                   | 1/16  | 40     |
| 1981/82                   | 1/16  | 47     |
| 1982/83                   | 1/16  | 45     |
| 1983/84                   | 2/16  | 45     |
| 1984/85                   | 2/16  | 36     |
| 1985/86                   | 4/16  | 34     |
| 1986/87                   | 1/16  | 47     |
| 1987/88                   | 2/16  | 46     |
| 1988/89                   | 1/16  | 49     |
| 1989/90                   | 1/16  | 45     |

Der Start in die 1980er-Jahre begann mit einem Erfolg, indem die 20. Meisterschaft zum Abschluss der Saison 1979/80 eingefahren werden konnte. Es reifte eine Mannschaft unter der Führung von Asparuch Nikodimow heran, die auch europäisch höchste Beachtung aufgrund ihrer technischen Fähigkeiten fand. Das Team verteidigte in den nächsten drei Jahren den bulgarischen Meistertitel und gewann zudem in den Jahren 1981 und 1983 den wieder neu eingeführten bulgarischen Pokal. Darüber hinaus wurde Nottingham Forest als europäischer Titelträger geschlagen und die Mannschaft zog in der Saison 1981/1982 in das Halbfinale des Europapokals der Landesmeister ein, in dem sie dem FC Bayern München unterlagen. Nachdem in der Saison 1984/85 wieder der Sowjetarmee-Pokal gewonnen wurde, löste sich der Verein infolge des Verlaufs des skandalösen bulgarischen Pokalfinals auf und gründete sich unter dem Namen „FK Sredez Sofia“ neu. Vor Beginn der Saison 1986/87 wurde ein Trainerwechsel durchgeführt und Dimitar Penew übernahm die Führung des Teams. Er formte eine neue Mannschaft mit Talenten, unter denen sich Christo Stoitschkow, Ljuboslaw Penew und Emil Kostadinow befanden, die später in europäischen Spitzenvereinen spielten. Das Team gewann erneut die bulgarische Meisterschaft in Kombination mit dem bulgarischen Pokal und der Verein benannte sich in „ZFKA Sredez Sofia“ um. Es folgte die zweifache Verteidigung des bulgarischen Pokals und die Meisterschaft in der Saison 1988/1989, wo man zusätzlich noch den Supercup gewann und somit erstmals zu vier Titeln in einer Spielzeit kam. Der Vereinsname wurde anschließend abgekürzt in „ZFKA Sofia“.

### Entwicklung bis heute
| ZSKA Sofia in der A Grupa |       |        |
| Saison                    | Platz | Punkte |
| 1990/91                   | 2/16  | 37     |
| 1991/92                   | 1/16  | 47     |
| 1992/93                   | 2/16  | 42     |
| 1993/94                   | 2/16  | 54     |
| 1994/95                   | 5/16  | 46     |
| 1995/96                   | 5/16  | 56     |
| 1996/97                   | 1/16  | 71     |
| 1997/98                   | 3/16  | 61     |
| 1998/99                   | 5/16  | 50     |
| 1999/2000                 | 2/16  | 64     |

| ZSKA Sofia in der A Grupa |       |        |
| Saison                    | Platz | Punkte |
| 2000/01                   | 2/14  | 62     |
| 2001/02                   | 3/14  | 64     |
| 2002/03                   | 1/14  | 66     |
| 2003/04                   | 3/16  | 65     |
| 2004/05                   | 1/16  | 79     |
| 2005/06                   | 2/16  | 65     |
| 2006/07                   | 2/16  | 72     |
| 2007/08                   | 1/16  | 78     |
| 2008/09                   | 2/16  | 68     |
| 2009/10                   | 2/16  | 58     |

Nach Abschluss der darauffolgenden Saison 1989/90 nahm der Verein den heute noch gültigen Namen „FK ZSKA Sofia“ an und schloss die Spielzeit erneut als Meister und Sieger des Sowjetpokals ab. Nach den politischen Veränderungen in dieser Zeit und der ausbleibenden Unterstützung durch das Verteidigungsministerium, folgte eine schwierige Zeit für den Verein. Die Jugendarbeit, aus der unter anderem Jordan Letschkow, später beim Hamburger SV aktiv, hervorging, leistete weiterhin gute Arbeit, konnte aber den Abgang wichtiger Leistungsträger zu dieser Zeit nicht kompensieren.
Negativ in die Schlagzeilen geriet der Verein durch Tendenzen seiner Anhängerschaft zu Hooliganismus und Rassismus. Insbesondere die rechtsextreme Hooligan-Gruppe „CSKA SS Front“ ist berüchtigt für ihre Gewalteskapaden. Beim Stadtderby zwischen ZSKA und dem Rivalen Lewski kam es in der Vergangenheit häufig zu gewalttätigen Ausschreitungen.
In der Saison 2008/2009 sollte der Verein eigentlich in der Champions-League-Qualifikation vertreten sein, wurde jedoch aus lizenzjuristischen nicht erfüllten Anforderungen gestrichen und durch den Rivalen Lewski Sofia ersetzt. Am 16. Juni 2009 gab der Vereinspräsident Dimitar Borisow bekannt, in Zukunft komplett auf Legionäre zu verzichten und auf bulgarische Spieler zu bauen.
In der Saison 2009/2010 spielt ZSKA Sofia in der UEFA Europa League, in der sie aber als Gruppenletzter mit nur einem Punkt gegen den FC Fulham und fünf Niederlagen ausschieden.
| ZSKA Sofia in der A Grupa |       |        |
| Saison                    | Platz | Punkte |
| 2010/11                   | 3/16  | 61     |
| 2011/12                   | 2/16  | 69     |
| 2012/13                   | 3/16  | 63     |
| 2013/14                   | 2/16  | 72     |
| 2014/15                   | 5/16  | 52     |
| 2016/17                   | 2/14  | 67     |
| 2017/18                   | 2/14  | 81     |
| 2018/19                   | 2/14  | 78     |
| 2019/20                   | 2/14  | 59 a   |

| ZSKA Sofia in der Parwa liga |       |        |
| Saison                       | Platz | Punkte |
| 2020/21                      | 3/14  | 59 a   |
| 2021/22                      | 2/14  | 58 a   |
| 2022/23                      | 2/16  | 84 a   |
| 2023/24                      | 3/16  | 67 a   |

Zur Saison 2010/2011 erreichte der Verein die Gruppenphase der UEFA Europa League 2010/11 und erzielte im November mit einem Sieg gegen Rapid Wien den ersten Turnier-Erfolg.
Der Verein gewann 2011 den bulgarischen Supercup gegen Litex Lowetsch, was ihn automatisch für die Playoffs zur Qualifikation für die UEFA Europa League 2011/12 qualifizierte.
2011/2012 gewann der Club den bulgarischen Fußball-Supercup.
Nach zahlreichen Trainerentlassungen zur Saison 2012/13 schloss ZSKA Sofia als Dritter in der bulgarischen Fußball-Liga ab.
Am 12. Juni 2013 wurde Christo Stoitschkow Cheftrainer des bulgarischen Rekordmeisters. Bulgariens Fußball-Idol quittierte aber bereits nach einem Monat den Dienst beim hochverschuldeten Verein. Als Grund warf er der Vereinsführung vor, sie habe ihm ihre 6,5 Millionen Anteile übereignet, sodass er fürchten musste, für das Defizit des Clubs geradestehen zu müssen. Ende 2014 war der Klub zahlungsunfähig und erhielt im Sommer 2015 keine Lizenz mehr für die A Grupa.

## Trainer
- 1950–1964  Krum Milew
- 1964–1965  Grigori Pinaitschew
- 1965–1969  Stojan Ormandschiew
- 1969–1975  Manol Manolow
- 1975–1977  Sergi Jozow
- 1977–1979  Nikola Kowatschew
- 1979–1982  Asparuch Nikodimow
- 1982–1983  Stefan Boschkow, Boris Stankow
- 1983–1984  Apostol Tschatschewski, Manol Manolow
- 1984–1985  Manol Manolow
- 1985–1986  Sergi Jozow
- 1986–1990  Dimitar Penew
- 1990–1992  Asparuch Nikodimow
- 1992–1993  Zwetan Jontschew
- 1993–1994  Gjoko Hadžievski
- 1994–1995  Boschil Kolew, Spas Dschewisow
- 1995–1996  Plamen Markow, Georgi Wassilew
- 1996–1997  Georgi Wassilew
- 1997–1998  Georgi Wassilew, Petar Sechtinski
- 1998–2000  Dimitar Penew
- 2000–0000  Spas Dschewizow, Aleksandar Stankow
- 2000–2001  Enrico Catuzzi
- 2001–0000  Asparuch Nikodimow
- 2001–2002  Luigi Simoni
- 2002–2004  Stojtscho Mladenow
- 2004–2005  Ferario Spasow
- 2005–2006  Miodrag Ješić
- 2006–2007  Plamen Markow
- 2007–2008  Stojtscho Mladenow
- 2008–2009  Dimitar Penew
- 2009–2010  Ljuboslaw Penew
- 2010–0000  Ioan Andone
- 2010–0000  Adalbert Safirow
- 2010–0000  Pavel Dotschev
- 2010–0000  Gjore Jovanovski
- 2010–2011  Milen Radukanow
- 2011–2012  Dimitar Penew
- 2012–2013  Stojtscho Mladenow
- 2013–0000  Miodrag Ješić
- 2013–0000  Milen Radukanow
- 2013–0000  Christo Stoitschkow
- 2013–2015  Stojtscho Mladenow
- 2015–0000  Galin Iwanow
- 2015–0000  Ljuboslaw Penew
- 2015–2016  Christo Janew
- 2016–0000  Edward Iordănescu
- 2016–2018  Stamen Beltschew
- 2018–2019  Nestor El Maestro
- 2019–0000  Dobromir Mitow
- 2019–0000  Ljupko Petrović
- 2019–2020  Miloš Kruščić
- 2020–0000  Stamen Beltschew
- 2020–2021  Bruno Akrapović
- 2021–0000  Ljuboslaw Penew
- 2021–2022  Stojtscho Mladenow
- 2022–0000  Alan Pardew
- 2022–2023  Saša Ilić
- 2023–2024  Nestor El Maestro
- 2024–0000  Stamen Beltschew
- 2024–0000  Tomislav Stipić
- 2024–0000  Aleksandar Tomasch

## Bekannte ehemalige Spieler
- Dimitar Berbatow
- Christo Stoitschkow
- Jordan Letschkow
- Emil Kostadinow
- Trifon Iwanow
- Martin Petrow
- Stilian Petrow
- Florentin Petre
- Georgi Slawkow
- Russi Petkow
- Ljuboslaw Penew
- Wladimir Mantschew
- Dimitar Penew
- Petar Michtarski
- Georgi Welinow
- Pawel Dotschew
- Ianis Zicu

## Nationale Erfolge
- Bulgarischer Meister (31): 1948, 1951, 1952, 1954, 1955, 1956, 1957, 1958, 1959, 1960, 1961, 1962, 1966, 1969, 1971, 1972, 1973, 1975, 1976, 1980, 1981, 1982, 1983, 1987, 1989, 1990, 1992, 1997, 2003, 2005, 2008
- Bulgarischer Pokalsieger (21): 1951, 1954, 1955, 1961, 1965, 1969, 1972, 1973, 1974, 1983, 1985, 1987, 1988, 1989, 1993, 1997, 1999, 2006, 2011, 2016, 2021

### Erfolge im Europacup
siehe auch: ZSKA Sofia/Europapokalstatistik

### Individuelle Erfolge
- Goldener Schuh: (1)
Christo Stoitschkow (1990)
- Bulgariens Spieler des Jahres: (2)
Christo Stoitschkow (1989, 1990)